# Лило и Стич: Серија
Лило и Стич: Серија (енгл. Lilo & Stitch: The Series) америчка је анимирана телевизијска серија коју је произвео Walt Disney Television Animation. Наставак је филма Лило и Стич (2002). Емитована је између 30. септембра 2003. и 29. јула 2006. Састоји се од две сезоне и 65 епизода.
У Србији је серија двапут синхронизована на српски језик. Прву синхронизацију је произвео студио Loudworks, а емитована је 2006. на РТС-у 1 и касније на Ултри. Другу и званичну синхронизацију је направио студио Sinker Media, а приказана је 2020. путем стриминг-платформе HBO Go.

## Радња
Лило и Стич добијају задатак да сакупе остатак примерака експеримента 623, помогну им да пронађу доброту у себи и пронађу им место где заиста припадају. У међувремену, бивши капетан Ганту и његов невољни партнер, експеримент 625, покушавају да ухвате све остале експерименте по налогу др Жака вон Хамстервила.

## Гласовне улоге
| Улога                 | Енглески глас         | Српски глас ()                  | Српски глас ()    |
| --------------------- | --------------------- | ------------------------------- | ----------------- |
| Лило Палекаи          | Крис Сандерс          | Паулина Манов                   | Тиња Дамњановић   |
| Стич                  | Крис Сандерс          | Иван Босиљчић                   | Милан Антонић     |
| Џамба Џукиба          | Дејвид Огден Стиерс   | Бранко Јеринић                  | Бранислав Платиша |
| Пликли                | Кевин Макдоналд       | Бранислав Зеремски              | Бранислав Јевтић  |
| капетан Ганту         | Кевин Мајкл Ричардсон | Дејан Луткић (Предраг Ђорђевић) | Никола Немешевић  |
| 625                   | Роб Полсен            | Дубравко Јовановић              | Марко Марковић    |
| др Жак вон Хамстервил | Џеф Бенет             | Синиша Убовић                   | Марко Мрђеновић   |
| Нани Палекаи          | Тија Карер            | Ана Марковић                    | Сања Петровић     |

## Епизоде
| Сезона | Сезона | Епизоде | Епизоде | Оригинално емитовање | Оригинално емитовање | Оригинално емитовање |
| Сезона | Сезона | Епизоде | Епизоде | Премијера            | Финале               | Мрежа                |
| ------ | ------ | ------- | ------- | -------------------- | -------------------- | -------------------- |
|        | Пилот  | Пилот   | Пилот   | 26. август 2003.     | 26. август 2003.     | ДВД                  |
|        | 1.     | 39      | 39      | 20. септембар 2003.  | 28. фебруар 2004.    | ()                   |
|        | 2.     | 26      | 26      | 5. новембар 2004.    | 29. јул 2006.        | ()                   |
|        | Финале | Финале  | Финале  | 23. јун 2006.        | 23. јун 2006.        |                      |